# نزاورتاایلیوکا
نزاورتاایلیوکا (اوکراینی: Незавертайлівка , روسی: Незавертайловка) یک روستا و کمون در شهرستان سلوبزی در ترانس‌نیستریا، کشور مولداوی است.

## موقعیت جغرافیایی
این روستا در ۳۶ کیلومتری جنوب شرقی تیراسپل، میان دنستروفسک و تورانچوک قرار دارد.